# Potentilla sumatrana
Potentilla sumatrana är en rosväxtart som beskrevs av J. Soják. Potentilla sumatrana ingår i Fingerörtssläktet som ingår i familjen rosväxter. Inga underarter finns listade i Catalogue of Life.